# 47P/Ashbrook-Jackson
47P/Ashbrook-Jackson – kometa krótkookresowa, należąca do rodziny Jowisza.

## Odkrycie
Kometa została odkryta 26 sierpnia 1948 roku przez amerykańskiego astronoma Josepha Ashbrooka w Lowell Observatory oraz niezależnie przez południowoafrykańskiego obserwatora Cyrila Jacksona w Johannesburgu. W nazwie znajdują się zatem obydwa nazwiska odkrywców.

## Orbita komety i właściwości fizyczne
Orbita komety 47P/Ashbrook-Jackson ma kształt elipsy o mimośrodzie 0,32. Jej peryhelium znajduje się w odległości 2,82 j.a., aphelium zaś 5,43 j.a. od Słońca. Jej okres obiegu wokół Słońca wynosi 8,37 roku, nachylenie do ekliptyki to wartość 13,03˚.
Jądro tej komety ma rozmiary 5,6 km.